# Huelga magisterial del Perú de 2017
La huelga magisterial del Perú de 2017 fue un paro realizado por los maestros de la educación básica pública en el Perú que se desarrolló entre los meses de junio y septiembre de 2017, durante el gobierno de Pedro Pablo Kuczynski.
La huelga se inició en el departamento del Cuzco, el 15 de junio de 2017, convocada por una facción sindicalista de la región, a la que luego se sumaron varias facciones regionales del país.

## Antecedentes
El 3 de mayo de 2013 a través del Decreto Supremo N° 004-2013-ED del Ministerio de Educación se aprobó la Ley de reforma magisterial, Ley 29944. A través de esta ley se buscó establecer un régimen laboral único para los docentes pertenecientes al sector público basado en la meritocracia estructurando la carrera pública magisterial en 8 niveles. Para ingresar al primer nivel los docentes debían rendir una prueba nacional clasificatoria y si en caso aprobasen, las instituciones educativas asignan un puntaje de acuerdo con la capacidad didáctica, formación, méritos y experiencia de los docentes postulantes. En base al puntaje resultante, en orden de mérito, las escuelas contratan a sus docentes.

## Motivos
Entre los principales reclamos de los maestros estuvieron el aumento de remuneraciones, el pago de la deuda social, la derogatoria de la Ley de la Carrera Pública Magisterial y el incremento del presupuesto en el sector Educación.
Una de las promesas de la campaña electoral de Pedro Pablo Kuczynski había sido precisamente el aumento de los salarios de los maestros en todos los niveles. En marzo de 2017, por Decreto Supremo n.º 070-2017-EF, se oficializó el aumento para los docentes nombrados, pasando el salario mínimo de S/ 1554 a S/ 1780, con la promesa añadida de que para marzo de 2018 se elevaría S/ 2000. En lo que respecta a los contratados, se dispuso que los incrementos empezarían en noviembre de 2017. Sin embargo, se alzaron las voces de protesta desde el gremio magisterial, que aducían que la promesa de PPK había sido que el aumento de S/. 2000 sería a partir del año 2017 y no de 2018, y que en el 2021 debía llegar a 1 UIT, es decir, a S/ 4050. Esa fue una de las principales banderas de reclamo de los huelguistas.

## Alcance
La huelga afectó a 1 millón y medio de estudiantes a nivel nacional de la educación pública y fue acatada por 238 536 maestros que no asistieron a dictar clases, lo que representa el 63,42% del magisterio.

## Protestas
La huelga fue convocada por una facción sindicalista del Cuzco el 15 de junio de 2017. Con el paso de los días la huelga se extendió a varios departamentos del sur del país como Apurímac, Loreto, Madre de Dios o Puno.
Durante el desarrollo de la huelga se evidenció la desorganización y fragmentación de los sindicatos de maestros, representados por diversas facciones como el Sindicato Único de Trabajadores de la Educación del Perú (SUTEP), SUTER Cuzco y el Comité Nacional de Reorientación y Reconstrucción del Sutep (Conare). Asimismo se sumó a la huelga los afiliados al Sindicato Unitario de Trabajadores de Educación (SUTE) de varias regiones entre ellos Tacna, Junín y Puno. Ante la falta de clases por un periodo muy prolongado el 20 de julio se declararon en estado de emergencia 6 distritos de los departamentos de Puno y Cuzco.
En busca de una solución a la huelga que se prolongaba ya demasiado, se reunieron la ministra de Educación Marilú Martens, el primer ministro Fernando Zavala, los 25 gobernadores regionales y la Dirección Regional de Lima. Llegaron a un acuerdo que fue anunciado el 3 de agosto, que consistía en que el incremento para los maestros se realizaría desde diciembre de 2017 y ya no desde marzo de 2018. Con ello, el gobierno consideró solucionado el asunto y anunció que las clases se reiniciarían el 7 de agosto.
Sin embargo, los maestros consideraron que ellos nos se hallaban representados en los acuerdos con el gobierno y continuaron con la huelga. El 8 de agosto y tras dialogar con el Gobierno, acordaron suspender la huelga los docentes de los departamentos de Cuzco, Lima, Pasco y Lambayeque.
Sin embargo la huelgas continuaron acatándose en 18 departamentos del país. La razón principal de esta persistencia fue que las Bases del gremio magisterial no se consideraban debidamente representadas, ni por el Comité Ejecutivo Nacional (CEN) del SUTEP, ni por sus secciones regionales, ya que todas éstas estaban bajo el control de Patria Roja, partido político de izquierda que, lejos de su prédica marxista leninista, era acusado por los maestros sindicalistas como vendehuelga y cómplice de los gobiernos de derecha. Si bien un muy minúsculo sector del profesorado también se agrupaba en el llamado CONARE (Comité Nacional de Reorientación y Reconstrucción del Sutep), facción afín al MOVADEF, que a su vez es el brazo político del extinto movimiento terrorista Sendero Luminoso, la gran mayoría de los docentes repudiaban tanto a este sector político como a Patria Roja, ya que consideraban a ambos como aburguesados y oportunistas que solo buscaban colgarse de sus justas demandas.
En oposición a la dirigencia del SUTEP, las distintas bases a nivel nacional empezaron a conformar el nuevo SUTE-Regional o simplemente SUTE-R, con una dirigencia más representativa del interior del país y dinámicas mucho más asamblearias y horizontales, aunque si bien aún conservaban la retórica mariateguista en sus mensajes. El nuevo dirigente de las bases a nivel nacional fue el profesor cajamarquino Pedro Castillo Terrones, quien laboraba como docente en una comunidad campesina de Chota, en Cajamarca.
El mismo presidente PPK se ofreció como mediador, invitando a los delegados de los maestros a reunirse con él en Palacio para llegar a una solución; solo los dirigentes del CEN fueron recibidos, junto a los dirigentes del Cuzco, más no a los representantes de las bases lideradas por Pedro Castillo, a quien el ministro del Interior Carlos Basombrío Iglesias insistía en relacionarlo con el MOVADEF senderista, lo que Castillo negó, aduciendo que fue rondero en su natal Cajamarca, es decir, había pertenecido a la organización campesina que combatió a Sendero. Debido a ese rechazo, la huelga arreció aún más, con la llegada a la capital de los maestros huelguistas de las regiones, los que realizaron marchas en la ciudad y concentraciones en la Plaza San Martín.

## Negociaciones
El día 16 de agosto, la ministra de Educación Marilú Martens se presentó a la comisión de educación del Congreso, donde se comprometió recibir a los representantes de las bases regionales de los docentes en huelga. Estos aceptaron la invitación. La noche de ese mismo día, el presidente PPK, en un mensaje televisivo a la Nación, exhortó a los maestros a deponer la huelga y retornar a los colegios. Al día siguiente, los congresistas de Fuerza Popular anunciaron que presentarían una moción de interpelación contra la ministra. Otros congresistas cuestionaron el hecho de que se procediera a la interpelación estando la ministra en proceso de diálogo con los huelguistas. Mientras tanto, el 18 de agosto, se inició el diálogo entre los especialistas del Ministerio de Educación y los dirigentes de los maestros, al que se sumaron cinco congresistas representantes de las diversas bancadas (exceptuando la de Fuerza Popular), que fueron en calidad de veedores, pero acabaron convirtiéndose en intermediarios.
Tras cuatro días de reuniones, se avizoraba un preacuerdo en el que figuraba que el piso salarial de S/2000 empezaría en noviembre de 2017, que se nivelaría a maestros contratados con los nombrados tanto en salarios como beneficios sociales, se programaría el pago de la deuda social, se permitiría la jubilación voluntaria de los maestros a partir de los 55 años de edad, entre otros beneficios para el sector magisterial. Sin embargo, cuando se esperaba solo la firma del acuerdo, los maestros anunciaron que no lo harían, cuestionando el hecho de que la ministra no los había recibido personalmente y se había servido de los congresistas como intermediarios. Pero según el informe de los congresistas, fue debido a que los maestros insistieron en que la evaluación de los docentes se suspendiera indefinidamente, y ese fue el punto en el que el Ministerio de Educación no quiso dar el brazo a torcer, al considerar que la meritocracia en la carrera magisterial era algo no negociable. Luego se aclaró que los maestros en realidad no se oponían a las evaluaciones, sino al procedimiento que se pretende aplicar, conocido como examen de rúbricas, al que califican de tener un carácter subjetivo y punitivo, que exigía a los maestros lograr el máximo de atención de los alumnos, muchos de ellos niños y adolescentes de diversas comunidades nativas y campesinas del interior del país, en país pluricultural como el Perú. Se señaló también al ministro del Interior Carlos Basombrío Iglesias por haber sido un elemento perturbador en las negociaciones, por sindicar sin ningún sustento al líder de las bases, Pedro Castillo, como cercano al senderista MOVADEF, y por decir que el gobierno no negociaría con esa clase de elementos.
Pese a que un gran sector del profesorado mantenía aún la huelga, el 24 de agosto el gobierno dio un decreto supremo oficializando los beneficios acordados en las negociaciones y se advirtió a los maestros que si no retornaban a las aulas a partir del 28 de agosto se procedería a la contratación de nuevos maestros.

## Fin de la huelga
En la semana siguiente, se sucedieron las marchas de los maestros en la capital, que incluyeron enfrentamientos violentos con la policía. Hasta que el 2 de septiembre, el dirigente Pedro Castillo anunció la suspensión de la huelga, según acuerdo tomado en el Congreso Nacional Extraordinario de los SUTE regionales, aunque aclarando que se trataría solo de una suspensión temporal, y que volverían a la lucha si lo consideraban necesario.